# Tipula (Lunatipula) jativensis
Tipula (Lunatipula) jativensis is een tweevleugelige uit de familie langpootmuggen (Tipulidae). De soort komt voor in het Palearctisch gebied.